# Deutsche Fußball-Amateurmeisterschaft 1993
Deutscher Fußball-Amateurmeister 1993 wurde der SV Sandhausen. Im Finale siegten sie mit 2:0 gegen die Amateure von Werder Bremen.

## Teilnehmende Mannschaften
Die Meister von neun Oberliga-Staffeln sowie die Vize-Meister der Oberligen Nordost (Staffel Süd) und Nord aus der Saison 1992/93 spielten in einer Aufstiegsrunde die drei Aufsteiger für die 2. Bundesliga aus. Der Meister FC Sachsen Leipzig (keine Lizenz für die 2. Bundesliga), acht Vizemeister und der Dritte der Oberliga Nord nahmen am Wettbewerb um die deutsche Amateurmeisterschaft teil.
| Mannschaften | Mannschaften           | Ligen Saison 1992/93           |
|              | Werder Bremen Amateure | Oberliga Nord                  |
|              | BSV Stahl Brandenburg  | Oberliga Nordost Staffel Nord  |
|              | Hallescher FC          | Oberliga Nordost Staffel Mitte |
|              | SC Verl                | Oberliga Westfalen             |
|              | 1. FC Bocholt          | Oberliga Nordrhein             |
|              | FC Sachsen Leipzig     | Oberliga Nordost Staffel Süd   |
|              | FSV Frankfurt          | Oberliga Hessen                |
|              | FSV Salmrohr           | Oberliga Südwest               |
|              | SV Sandhausen          | Oberliga Baden-Württemberg     |
|              | SpVgg Fürth            | Bayernliga                     |

## Gruppe Nord
| Pl. | Verein                 | Sp. | S | U | N | Tore    | Diff. | Punkte |
| --- | ---------------------- | --- | - | - | - | ------- | ----- | ------ |
| 1.  | Werder Bremen Amateure | 4   | 3 | 1 | 0 | 010:100 | +9    | 07:10  |
| 2.  | 1. FC Bocholt          | 4   | 2 | 1 | 1 | 009:400 | +5    | 05:30  |
| 3.  | Hallescher FC          | 4   | 1 | 2 | 1 | 004:400 | ±0    | 04:40  |
| 4.  | BSV Stahl Brandenburg  | 4   | 2 | 0 | 2 | 004:100 | −6    | 04:40  |
| 5.  | SC Verl                | 4   | 0 | 0 | 4 | 002:100 | −8    | 0:80   |

|                        | Ergebnis |                        |
| ---------------------- | -------- | ---------------------- |
| Werder Bremen Amateure | 0:0      | Hallescher FC          |
| 1. FC Bocholt          | 2:1      | SC Verl                |
| BSV Stahl Brandenburg  | 1:3      | Werder Bremen Amateure |
| Hallescher FC          | 1:1      | 1. FC Bocholt          |
| 1. FC Bocholt          | 6:0      | BSV Stahl Brandenburg  |
| SC Verl                | 1:2      | Hallescher FC          |
| Werder Bremen Amateure | 2:0      | 1. FC Bocholt          |
| BSV Stahl Brandenburg  | 1:0      | SC Verl                |
| Hallescher FC          | 1:2      | BSV Stahl Brandenburg  |
| SC Verl                | 0:5      | Werder Bremen Amateure |

## Gruppe Süd
| Pl. | Verein             | Sp. | S | U | N | Tore    | Diff. | Punkte |
| --- | ------------------ | --- | - | - | - | ------- | ----- | ------ |
| 1.  | SV Sandhausen      | 4   | 3 | 1 | 0 | 006:200 | +4    | 07:10  |
| 2.  | FC Sachsen Leipzig | 4   | 2 | 0 | 2 | 006:300 | +3    | 04:40  |
| 3.  | FSV Salmrohr       | 4   | 2 | 0 | 2 | 008:700 | +1    | 04:40  |
| 4.  | FSV Frankfurt      | 4   | 1 | 1 | 2 | 003:700 | −4    | 03:50  |
| 5.  | SpVgg Fürth        | 4   | 1 | 0 | 3 | 006:100 | −4    | 02:60  |

|                    | Ergebnis |                    |
| ------------------ | -------- | ------------------ |
| FSV Frankfurt      | 0:0      | SV Sandhausen      |
| FSV Salmrohr       | 0:2      | FC Sachsen Leipzig |
| FC Sachsen Leipzig | 0:1      | FSV Frankfurt      |
| SpVgg Fürth        | 2:4      | FSV Salmrohr       |
| FSV Frankfurt      | 1:3      | SpVgg Fürth        |
| SV Sandhausen      | 2:1      | FC Sachsen Leipzig |
| SpVgg Fürth        | 1:2      | SV Sandhausen      |
| FSV Salmrohr       | 4:1      | FSV Frankfurt      |
| SV Sandhausen      | 2:0      | FSV Salmrohr       |
| FC Sachsen Leipzig | 3:0      | SpVgg Fürth        |

## Finale
| SV 1916 Sandhausen                                      | SV 1916 Sandhausen | SV Werder Bremen Amateure | SV Werder Bremen Amateure |
| ------------------------------------------------------- | --- | --- | ------------------------- |
| SV 1916 Sandhausen                                      | \| Sonntag, 13. Juni 1993 in Sandhausen (Hardtwaldstadion) \| \| Ergebnis: 2:0 (1:0) \| \| Zuschauer: 3.000 \| \| Schiedsrichter: Eugen Strigel (Horb am Neckar) \|                                                          | \| Sonntag, 13. Juni 1993 in Sandhausen (Hardtwaldstadion) \| \| Ergebnis: 2:0 (1:0) \| \| Zuschauer: 3.000 \| \| Schiedsrichter: Eugen Strigel (Horb am Neckar) \|                                                                | SV Werder Bremen Amateure |
| SV 1916 Sandhausen                                      | Georg Reiser, German Scholl, Thorsten Ehmann, Rainer Sauter, Thorsten Müller, Matthias Bernhardt, Jürgen Pfirrmann, Sascha Theres (Jens Sailer), Rainer Wild, Igor Berecko, Slavisa Staletovic Cheftrainer: Slobodan Jovanić | Frank Rost – Bernd Goldschmidt – Jens Lellek, Torsten Rauh (Ralph Faulhaber) – Andree Wiedener, Lars Unger, Chad Deering, Hans Ossmann (Mike Barten), Mario Nauen – Martin Przondziono, Sven Simonsen Cheftrainer: Karl-Heinz Kamp | SV Werder Bremen Amateure |
| SV 1916 Sandhausen                                      | 1:0 Slavisa Staletovic (31.) 2:0 Thorsten Ehmann (52.) | | SV Werder Bremen Amateure |
| SV 1916 Sandhausen                                      | Staletovic | Wiedener, Przondziono | SV Werder Bremen Amateure |
| Sonntag, 13. Juni 1993 in Sandhausen (Hardtwaldstadion) | | |                           |
| Ergebnis: 2:0 (1:0)                                     | | |                           |
| Zuschauer: 3.000                                        | | |                           |
| Schiedsrichter: Eugen Strigel (Horb am Neckar)          | | |                           |